# Emilio López Fernández
Emilio López Fernández, deportivamente conocido como Emilio (Vigo, Pontevedra, España, 9 de julio de 1965) es un exfutbolista y entrenador español.

## Trayectoria
Formado en la cantera del Celta de Vigo, jugó en el entonces filial celtiña, el Gran Peña, y luego en el Arosa, hasta que la temporada 1989/90 llegó al primer equipo. Durante cuatro años formó parte de la plantilla celeste –dos temporadas en Primera División y dos más en Segunda-, aunque la presencia de Javier Maté primero y Santiago Cañizares después le dejó sin opciones de ser titular.
A partir de la temporada 1993/94, inició un periplo por varios equipos, buscando minutos de juego. Pasó una campaña en Segunda B con la Unió Esportiva Figueres, antes de recalar en el Club Deportivo Badajoz. Tras compartir un año la titularidad con el veterano Ángel Lozano, se marchó una temporada al CD Leganés.
A su regreso a Badajoz, la temporada 1996/97, se convirtió en uno de los puntales del equipo, que luchó por el ascenso a Primera División. Esa campaña Emilio logró el Trofeo Zamora del Diario Marca como portero menos goleado de la categoría.
Tras dos años más con los extremeños, la temporada 1999/00 defendió la meta del CA Osasuna, que esa campaña logró ascender a Primera División. Pero el futuro de Emilio continuaba ligado a la categoría de plata, ya que fichó por el Real Jaén.
El verano de 2001, ya con 36 años, inició la última etapa de su carrera, con el Hércules CF en Segunda B. En el equipo alicantino se retiró en 2003.
Tras su retirada, pasó a ser entrenador de porteros en el Celta de Vigo B.
Ahora entrena al primer equipo del Getafe (en 1º División de España)

## Clubes
| Club                   | País   | Año       |
| ---------------------- | ------ | --------- |
| Gran Peña              | España | 1987-1988 |
| Arosa SC               | España | 1988-1989 |
| Celta de Vigo          | España | 1989-1993 |
| UE Figueres            | España | 1993-1994 |
| Club Deportivo Badajoz | España | 1994-1995 |
| CD Leganés             | España | 1995-1996 |
| Club Deportivo Badajoz | España | 1996-1999 |
| CA Osasuna             | España | 1999-2000 |
| Real Jaén              | España | 2000-2001 |
| Hércules CF            | España | 2001-2003 |

## Palmarés

### Campeonatos nacionales
| Título                   | Club          | País   | Año  |
| ------------------------ | ------------- | ------ | ---- |
| Liga de Segunda División | Celta de Vigo | España | 1992 |

### Distinciones individuales
| Distinción                        | Año  |
| --------------------------------- | ---- |
| Trofeo Zamora de Segunda División | 1997 |

- Datos: Q8775546